# كليفلاند دير
كليفلاند دير هو محامي وقاضي وسياسي أمريكي، ولد في 22 أغسطس 1888 في Sugartown, Louisiana ‏ في الولايات المتحدة، وتوفي في 30 ديسمبر 1950 في الإسكندرية في الولايات المتحدة. نشط حزبياً في الحزب الديمقراطي. وقد انتخب المدعي العام ‏ وانتخب عضو مجلس النواب الأمريكي ‏.